# Jälla
Jälla är en by utanför Uppsala, cirka fem kilometer nordost om centrum. Jälla ligger nordväst om länsväg 288. Jälla har ett naturbruksgymnasium.
Jälla är ena ändpunkten på Jällaleden.
Från 2015 har SCB avgränsat en tätort för Jälla och bebyggelsen öster om byn, där även det nya bostadsområdet Lindbacken ingår,och namnsatt denna tätort till Jälla. 

## Befolkningsutveckling
| Befolkningsutvecklingen i Jälla 2015–2020 | Befolkningsutvecklingen i Jälla 2015–2020 | Befolkningsutvecklingen i Jälla 2015–2020 | Befolkningsutvecklingen i Jälla 2015–2020 | Befolkningsutvecklingen i Jälla 2015–2020 |
| ----------------------------------------- | ----------------------------------------- | ----------------------------------------- | ----------------------------------------- | ----------------------------------------- |
|                                           |                                           |                                           |                                           |                                           |
| År                                        |                                           |                                           | Folkmängd                                 | Areal (ha)                                |
| 2015                                      | 2015                                      |                                           | 933                                       | 98                                        |
| 2020                                      | 2020                                      |                                           | 2 213                                     | 136                                       |
| Anm.: ny tätort 2015.                     |                                           |                                           |                                           |                                           |